# Амфора

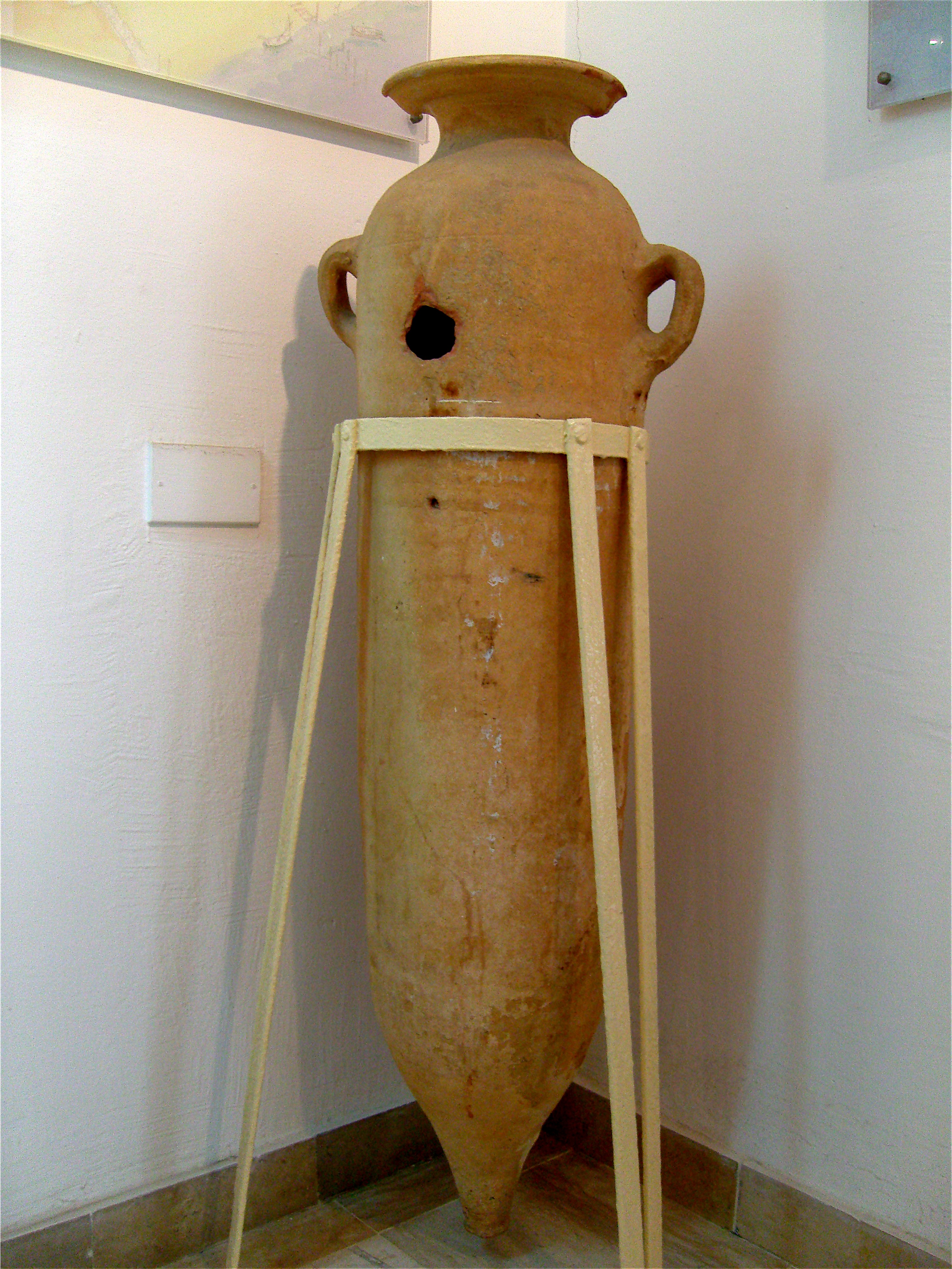
Амфора, зарываемая в песок в трюме корабля, предназначенная для перевозки (оливкового масла, вина, зерна). Особый (остроконечный) вид дна амфоры обусловлен стремлением избежать разрушения из-за качки, а особый вид горловины обусловлен применением особого амфорного узла, задуманного для извлечения амфоры из трюма

А́мфора (др.-греч. ἀμφορεύς [амфорей] букв. «несомый с обеих сторон») — изящный сосуд с расширенным в верхней и суженным в нижней части туловом, узким горлом и двумя вертикально поставленными ручками, сделанный обычно из глины. Были наиболее распространены у греков, римлян, этрусков.

## Описание

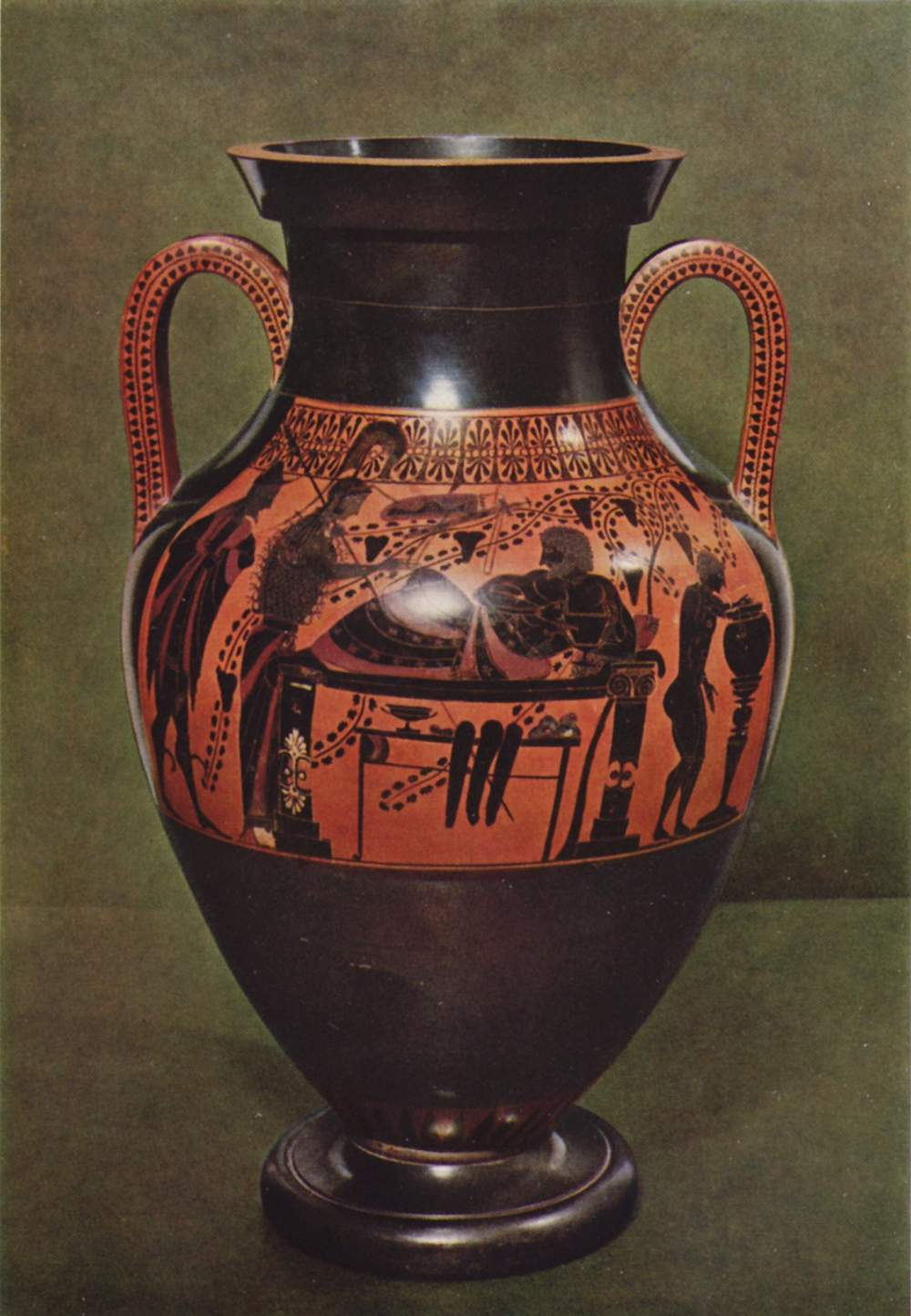
Амфора мастера Андокида. Геракл и Афина, около 520 года до н. э.

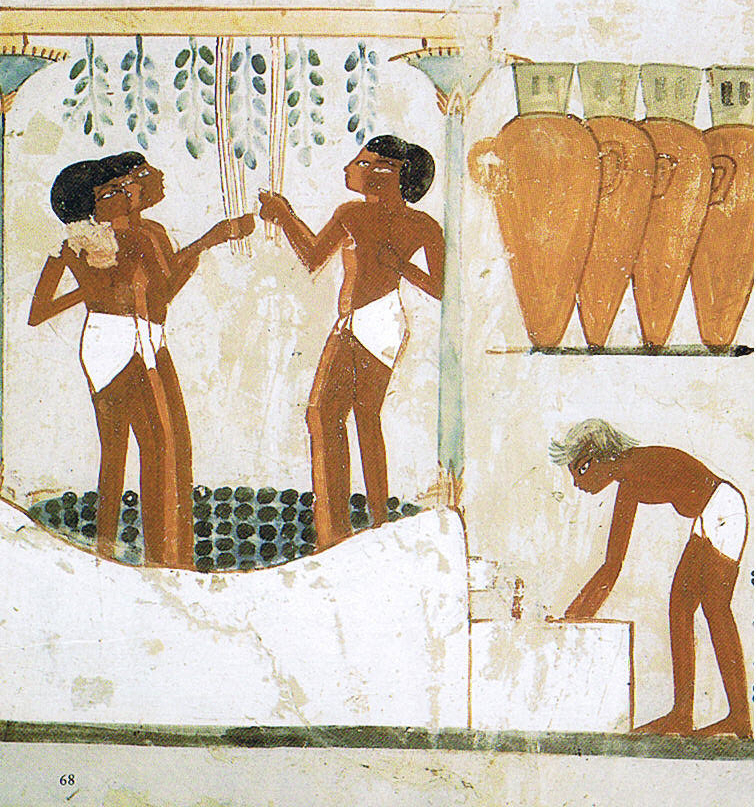
Фрагмент из гробницы Нахта (TT52), Древний Египет, XV век до н. э. Метрополитен-музей

Амфоры чаще — остродонные, нередко с маленькой ножкой (или круглодонные). Плоскодонные — редки. Кроме керамических, известны и амфоры из бронзы, серебра, мрамора, стекла. Обычные глиняные амфоры являлись массовым изделием, применявшимся в основном для транспортировки и хранения оливкового масла или вина. Вторично использовались для захоронений и в качестве урны при голосовании.
Каждый центр производства амфор придерживался своих особых форм сосудов и имел свои клейма, что помогает в датировке и восстановлении торговых связей.
Бывают амфоры столовые (двуручные кувшины), парадные (металлические, стеклянные или расписные керамические), транспортные, для хранения. По особой форме амфор из Этрурии, Финикии, в греческих, римских, византийских центрах потребитель определял, откуда привезён сосуд, его содержимое и приблизительную цену. У каждого центра был свой стандарт объёма. Сосуды объёмом до 100 литров обычно закапывались в землю рядом с домом. Большие высокие амфоры использовались для транспортировки жидкостей. В Риме амфоры объёмом 26,03 литра (древнеримский кубический пед или греческий «талант») применялись для измерения жидкостей.
Разработчиком типологии классификации амфор является немецкий археолог Генрих Дрессель. Существенный вклад в изучение амфор внёс российский археолог С. Ю. Монахов.
Также «амфорами» называются двуручные расписные вазы различного назначения. Расписные Панафинейские амфоры (от Панафинейских игр), наполненные оливковым маслом, служили призом в спортивных соревнованиях.
Нередко «амфорами» также называют сосуды похожих форм других культур.